# Microcentrum
Microcentrum är ett släkte av insekter. Microcentrum ingår i familjen vårtbitare.

## Bildgalleri

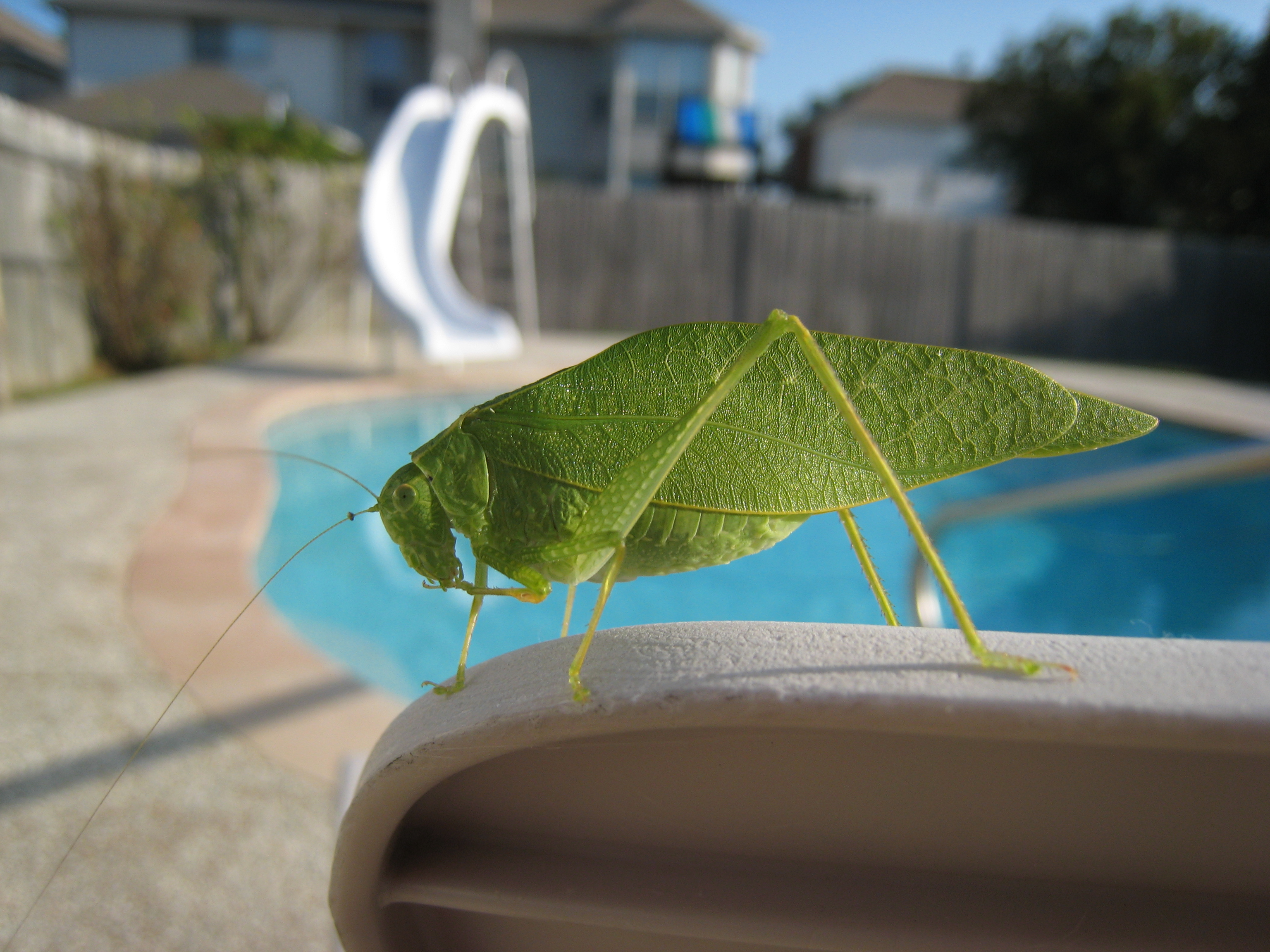
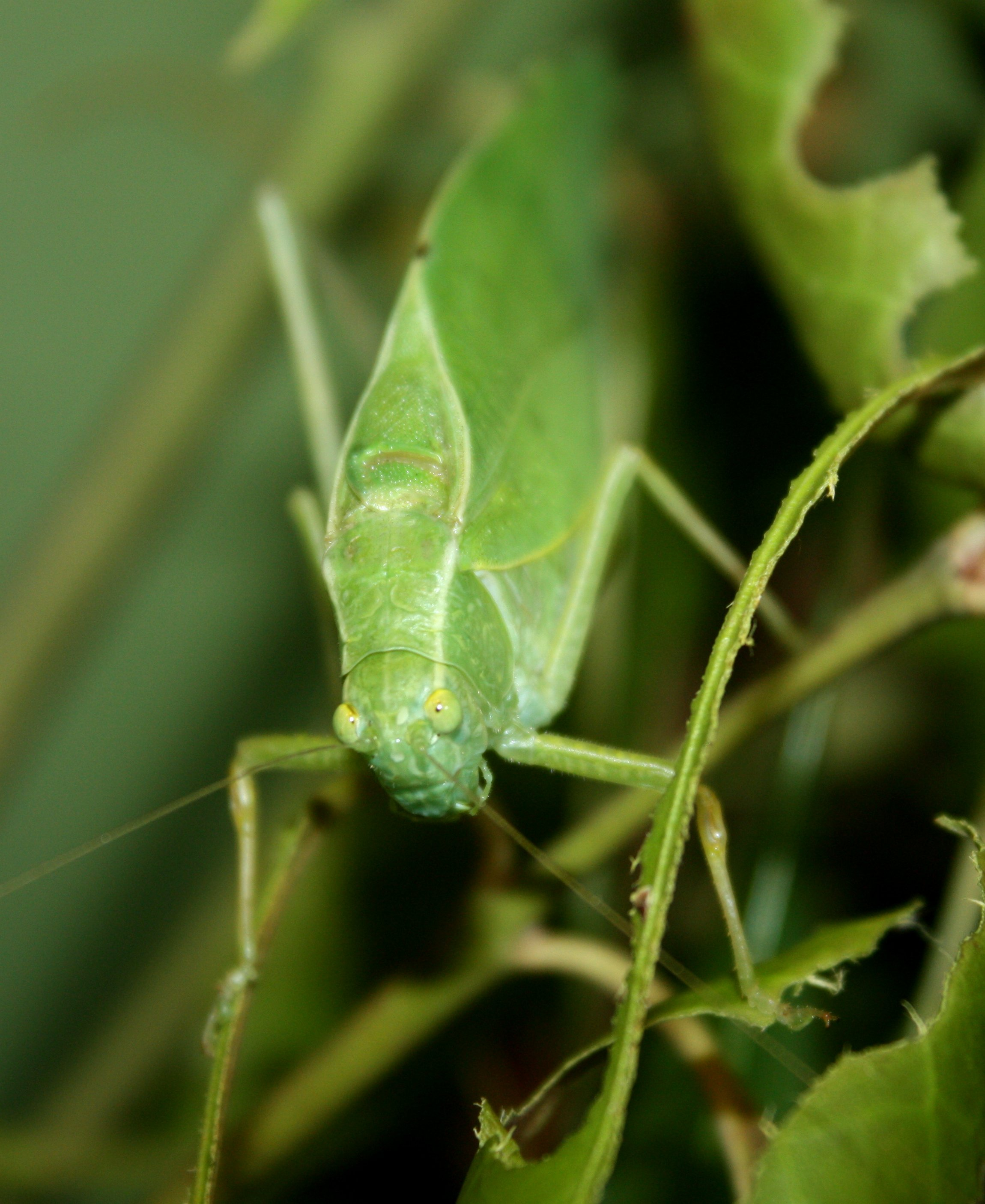
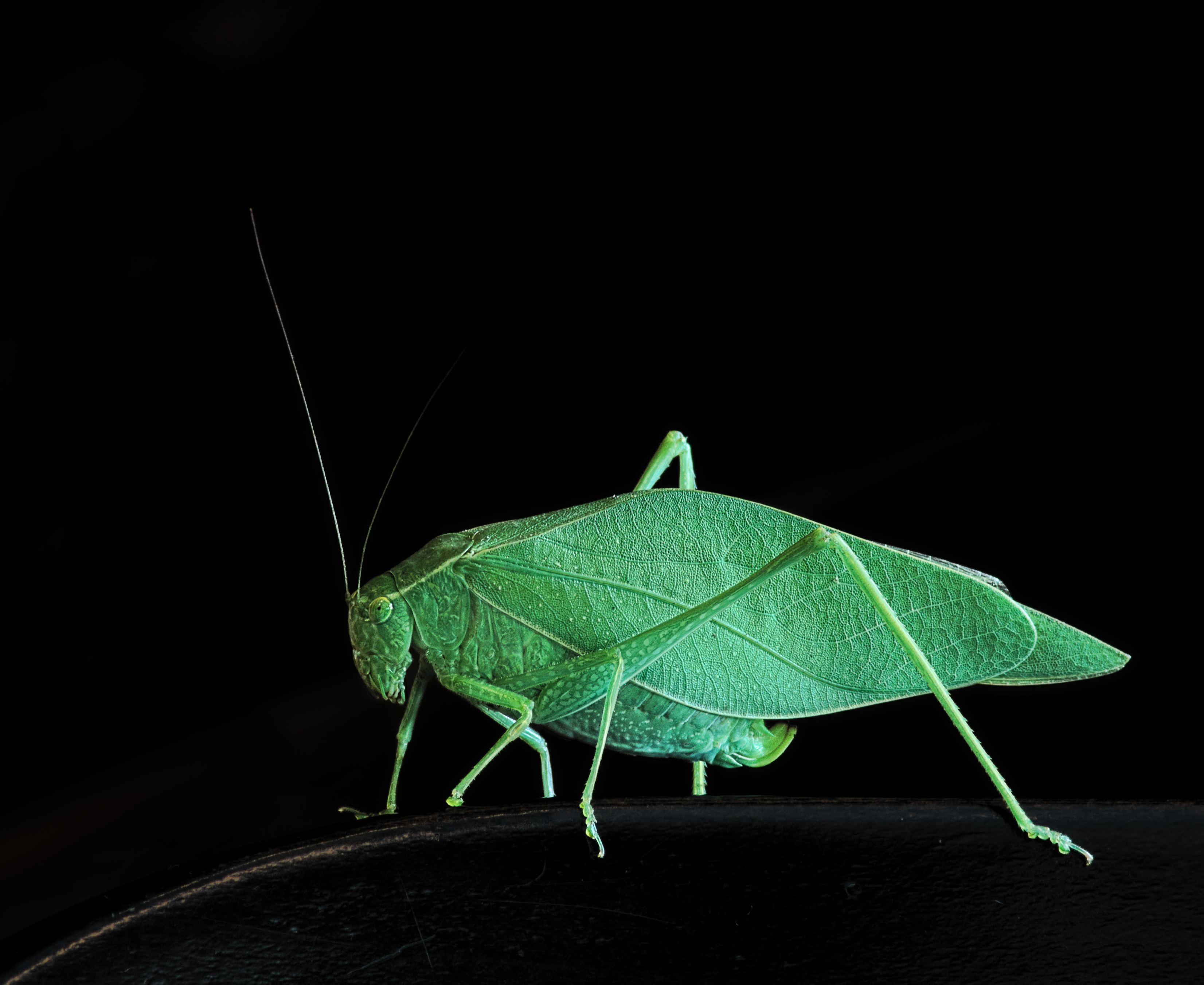

## Dottertaxa tillMicrocentrum, i alfabetisk ordning[1]
- Microcentrum angustatum
- Microcentrum bicentenarium
- Microcentrum californicum
- Microcentrum concisum
- Microcentrum costaricense
- Microcentrum incarnatum
- Microcentrum lanceolatum
- Microcentrum latifrons
- Microcentrum louisianum
- Microcentrum lucidum
- Microcentrum malkini
- Microcentrum marginatum
- Microcentrum marginellum
- Microcentrum micromargaritiferum
- Microcentrum minus
- Microcentrum myrtifolium
- Microcentrum nauticum
- Microcentrum navigator
- Microcentrum nigrolineatum
- Microcentrum nigrosignatum
- Microcentrum philammon
- Microcentrum punctifrons
- Microcentrum retinerve
- Microcentrum rhombifolium
- Microcentrum securiferum
- Microcentrum simplex
- Microcentrum stylatum
- Microcentrum suave
- Microcentrum surinamense
- Microcentrum syntechnoides
- Microcentrum totonacum
- Microcentrum triangulatum
- Microcentrum veraguae
- Microcentrum w-signatum